# Bad Brückenau
Bad Brückenau est une ville allemande, située en Bavière, dans l'arrondissement de Bad Kissingen. Elle est entourée par Zeitlofs, Oberleichtersbach, Riedenberg et Sinntal.

## Jumelages
- Ancenis (France)
- Kirkham (Royaume-Uni)[1]

## Personnalités
- David Schuster (1910-1999), homme d'affaires allemand,  président de la communauté juive de Wurtzbourg, est né à Bad Brückenau.